# Slagfiðr
Slagfiðr (nórdico antiguo: golpeador-finés) fue un príncipe vikingo de los frisones, hijo de Finn de Frisia, hermano de Agilaz y Völundr. Los tres hermanos aparecen en el poema Völundarkviða. Slagfiðr a la edad de siete años se convierte en marido de la valkiria Hlaðguðr svanhvít.